# ライフサイクルエネルギーマネジメント手法
ライフサイクルエネルギーマネジメント手法（ライフサイクルエネルギーマネジメントしゅほう、LCEM手法）とは、建物のライフサイクルを通じて一貫したエネルギーマネジメントを行うことを目的として(社)公共建築協会が取りまとめた手法である。一般的にはエルセム手法と呼ばれている。

## 定義
建築物から出される温室効果ガスを削減するため、建築物のライフサイクル（企画・計画、設計、施工、運用、改修）を通じて、省エネルギー性能の分析・評価を行い、省エネルギー・省CO2化を図る手法である。国や地方自治体等の公共機関が所有する建築物への適用を前提としているが、京都議定書目標達成計画（2008年3月閣議決定）に位置づけられているため、民間の建築物にも導入が進められている。

## LCEMツール
LCEM手法に使うため開発された空調機器のシミュレーターである。国土交通省官庁営繕部のホームページにて無料で配信されている。Microsoft Excelを使って動作しているため、LCEMツール単独での使用はできない。建築物の企画段階から運用時まで同じソフトが使えること、実際に流通している空調機器の部分負荷運転を計算出来ることが特徴である。

### 部分負荷運転
部分負荷運転とは、定格能力よりも低い能力で運転することである。ほとんどの機械は定格能力で運転した時よりも効率が悪くなる。空調機器の能力は、日射や外気温度等の不確定な条件に対応するため定格能力が大きく、部分負荷運転をしているのが一般的である。そのため空調機器の省エネルギー化は部分負荷運転を前提にする必要がある。

### 定格能力
定格能力は、予め決められた条件下での機械の能力である。条件には日本工業規格(JIS)や、製造業者で作る工業会等の規格が用いられる。通常、カタログに記載されている値はこれである。

## 建築物ライフサイクルが持つ問題点
建築物のライフサイクルは、企画・計画、設計、施工、運用、改修の段階がある。
各段階は、異なる会社が担当するため企画・計画段階から一貫した省エネルギーが難しくなっている。
例えば、設計会社が夏季の冷房温度を24℃とした場合、運用会社が28℃でクールビズをすると空調機器は部分負荷運転となるため、暑い上に省エネルギーにもならないという事態が起こる。